# Kiselica (gmina Kriwa Pałanka)
Kiselica (maced. Киселица) – wieś w północno-wschodniej Macedonii Północnej, w gminie Kriwa Pałanka.